# Melicope steenisii
Melicope steenisii är en vinruteväxtart som beskrevs av Thomas Gordon Hartley. Melicope steenisii ingår i släktet Melicope och familjen vinruteväxter. Inga underarter finns listade i Catalogue of Life.